# 塔迪伊夫卡
49°35′6″N 30°4′42″E / 49.58500°N 30.07833°E
塔迪伊夫卡（羅馬化：Tadiivka）是位於烏克蘭北部的村莊，由基辅州白采爾克瓦區的小維利尚卡市鎮負責管轄。該村始建於1650年，面積2.29平方公里，海拔高度198米，2001年人口516，人口密度每平方公里225.7人。